# Lateinerberg (Kreis Heiligenbeil)
Lateinerberg ist eine Wüstung im Kreis Heiligenbeil in Ostpreußen. Die frühere Ortsstelle befindet sich heute im Stadtkreis Mamonowo (Heiligenbeil) der russischen Oblast Kaliningrad (Gebiet Königsberg (Preußen)).

## Geographische Lage
Die Ortsstelle Lateinerberg liegt am Südufer der Jarft (russisch Wituschka) in einer Flussschleife im südlichen Westen der Oblast Kaliningrad, fünf Kilometer östlich der früheren Kreisstadt und heutigen Rajonshauptstadt Mamonowo (deutsch Heiligenbeil).

## Geschichte
Bei dem kleinen Ort Lateinerberg, der kurzzeitig auf Russisch Ромова-Латайнерберг hieß, bestand aus einem Wirtshaus und einer Waldwärterstation. Bereits im 13. Jahrhundert soll er bewohnt gewesen sein – als alter prußischer Kultort, an dem später Kreuzfahrer eine eigene Kirche bauten und an dem sich im 15. Jahrhundert ein Kloster der Augustiner befunden haben soll.
Im Volksmund hieß die Gegend auch Hospitalwald. Nach einer Karte von 1664 waren der Lateinerbger und der Hospitalwald jedoch unterschiedliche, durch die Jarft getrennte Gebiete. Die Gegend war um 1500 Besitz des Augustinerklosters Heiligenbeil, nach 563 gehört der Hospitalwald dem St. Georgs-Hospital in Heiligenbeil. Gemeinsam wurden beide Gebiete als Stadtwald bezeichnet. Die unpassende Bezeichnung Lateinerwald war möglicherweise eine hochdeutsche Übersetzung des 1664 überlieferten Namens Plettinenberg, der sich auf die altpreußische Burganlage bezieht. Diese Burg war durch zwei Schluchten geschützt, die sich westnordwestlich vom Dorf Grünwalde zur Jarft hin erstrecken. Erdwälle bilden einen recht großen Burgplatz, der einer der größten in Preußen war. Ein mächtiger Wall im Osten der Anlage hieß auch Schwedenschanze. Dort befand sich zu deutscher Zeit ein städtisches Aufenthaltsheim, am Fuß des Walls auf Boden des Kranzbergs, das Gasthaus Lateinerberg. Das einzige Tor der Anlage ist der bis heute einzig fahrbare Weg zum Gasthaus Lateinerberg. Die Burg ist heute als Ромова-Латайнерберг verzeichnet, im deutschen wurde der Berg auch als Kirchberg, Schlossberg, oder Landesberg bezeichnet.
Am 3. März 1883 wurden die Grundstücke Lateinerberg im Umfang von etwa 20 Hektar aus der zum Amtsbezirk Waltersdorf (heute polnisch Pęciszewo) gehörenden Landgemeinde Grünwalde (russisch Lipowka) in die Stadtgemeinde Heiligenbeil (Mamonowo) umgegliedert. Bis 1945 war somit Lateinerberg, wo im Jahre 1910 sieben Einwohner gemeldet waren, ein Wohnplatz innerhalb der Stadt Heiligenbeil.
Lateinerberg gehörte zum nördlichen Ostpreußen, das 1945 in Kriegsfolge an die Sowjetunion überstellt wurde. Kurzzeitig findet sich danach die russische Namensform „Romowa-Lateinerberg“, doch dürfte der Ort nicht mehr besiedelt worden sein, denn er wird nicht mehr erwähnt. Offiziell gilt er als untergegangen. Die Ortsstelle liegt heute im Stadtkreis Mamonowo der Oblast Kaliningrad in Russland.

## Religion
Als Wohnplatz in Heiligenbeil war Lateinerberg sowohl evangelischer- als auch römisch-katholischerseits kirchlich der Stadt zugehörig.

## Verkehr
Die wohl nur noch als Hügel feststellbare Ortschaft Lateinerberg ist von Lipowka (Grünwalde) aus über Landwege zu erreichen.